# فريتز كنول
فريتز كنول (بالألمانية: Fritz Knoll) (من مواليد 12 أكتوبر 1883) هو عالم نبات، وأستاذ جامعي من نمساوي. كان عضو في الحزب النازي والأكاديمية الألمانية للعلوم ليوبولدينا. 
توفي 14 فبراير 1981، في فيينا عن عمر يناهز 98 عاماً.[بحاجة لمصدر]

## التعليم
تعلم في جامعة غراتس.[بحاجة لمصدر]

## مناصب وهيئات
أدار جامعة فيينا.[بحاجة لمصدر]